# پیتزا کاپریچوزا
پیتزا کاپریچوزا (به انگلیسی: Pizza capricciosa) (تلفظ ایتالیایی: [ˈpittsa kapritˈtʃo:za]) یک نوع پیتزای ایتالیایی است که با پنیر موزارلا، ژامبون پخته ایتالیایی، قارچ، کنگر فرنگی و گوجه‌فرنگی تهیه می‌شود. انواع قارچ‌های خوراکی مورد استفاده ممکن است شامل قارچ دکمه‌ای (قارچ سفید) و موارد دیگر باشد. در برخی دستورهای تهیه مربوط به این پیتزا ممکن است از پروسوتو (ژامبون خشک شده)، قلب طعم‌دار شده، روغن زیتون، زیتون، برگ ریحان و تخم‌مرغ استفاده شود. اگرچه مواد تشکیل دهنده این پیتزا شبیه به پیتزا کواترو استاجونی (به ایتالیایی: Pizza quattro stagioni) است اما نحوه چینش و قرارگیری آن‌ها متفاوت است.